# Biharia Euroregio

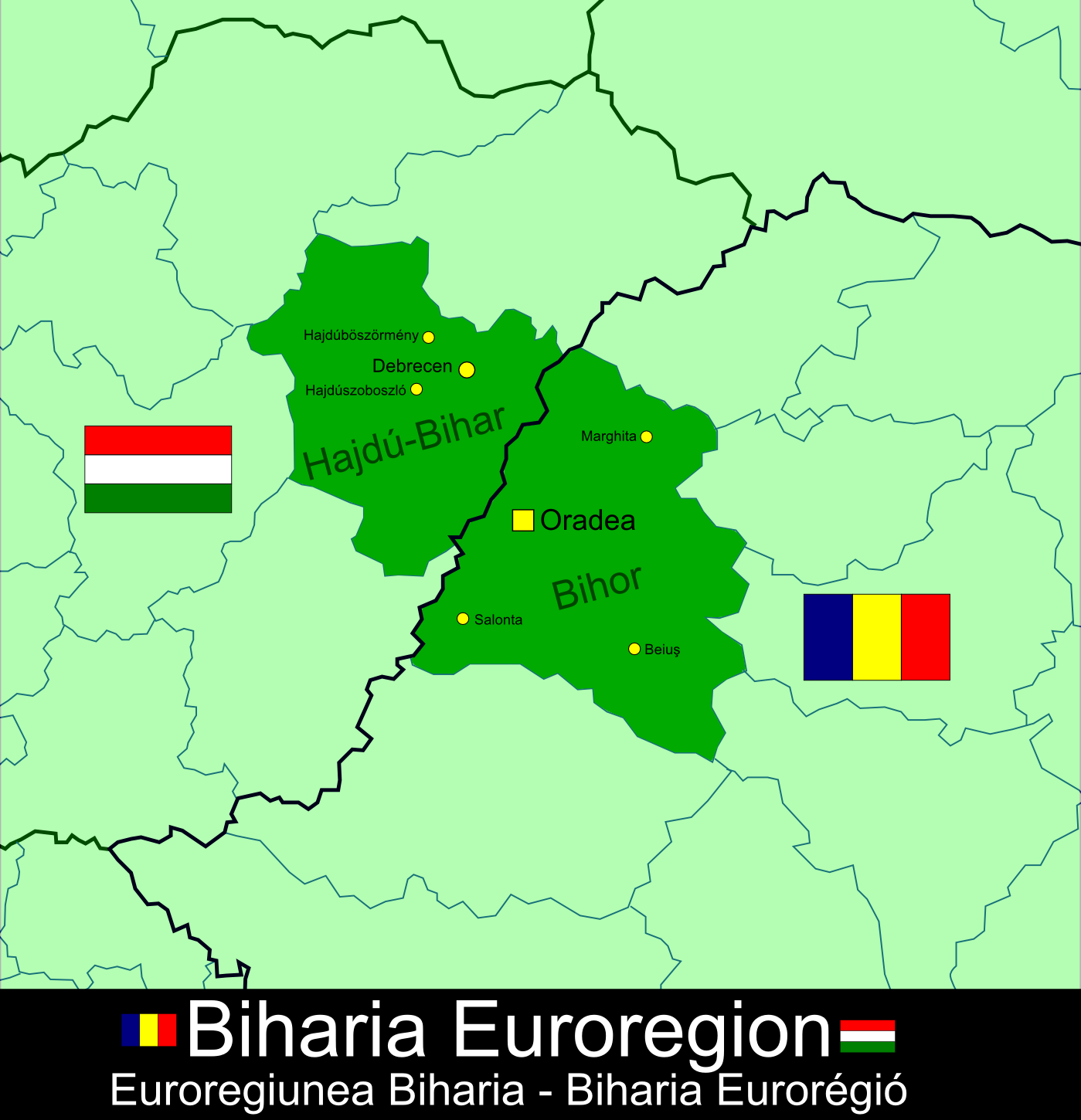
Kaart van Biharia Euroregio

De Biharia Euroregio (Roemeens: Euroregiunea Biharia, Hongaars: Biharia Eurorégió) is een trans-nationale samenwerkingsstructuur (Euregio) die bestaat uit landen en hun bestuurlijke onderverdelingen die gelegen zijn in een deelgebied van de Karpaten. De Biharia Euroregio maakt deel uit van een grotere Euroregio: Karpaten Euregio. 
De Biharia Euroregio bestaat uit:
- District Bihor in  Roemenië
- Comitaat Hajdú-Bihar in  Hongarije

Het administratieve centrum van deze Euregio bevindt zich in de grootste stad in het gebied: Oradea.

## Grootste steden
| Stad            | Bevolking | Metropool | Land      |
| --------------- | --------- | --------- | --------- |
| Oradea          | 206.614   | 260.000   | Roemenië  |
| Debrecen        | 205.084   | 237.888   | Hongarije |
| Hajdúböszörmény | 32.228    | nvt       | Hongarije |
| Hajdúszoboszló  | 23.695    | nvt       | Hongarije |
| Balmazújváros   | 18.615    | nvt       | Hongarije |
| Hajdúnánás      | 18.185    | nvt       | Hongarije |
| Salonta         | 18.137    | nvt       | Roemenië  |
| Marghita        | 17.291    | nvt       | Roemenië  |
| Berettyóújfalu  | 16.227    | nvt       | Hongarije |
| Püspökladány    | 16.126    | nvt       | Hongarije |
| Hajdúhadház     | 13.001    | nvt       | Hongarije |
| Beiuș           | 12.089    | nvt       | Roemenië  |
| Săcueni         | 11.665    | nvt       | Roemenië  |
| Hajdúsámson     | 10.946    | nvt       | Hongarije |
| Aleșd           | 10.852    | nvt       | Roemenië  |
| Valea lui Mihai | 10.317    | nvt       | Roemenië  |
| Ștei            | 9.466     | nvt       | Roemenië  |
| Nádudvar        | 9.213     | nvt       | Hongarije |